# Міхалув (гміна Кломніце)
Міхалув (пол. Michałów) — село в Польщі, у гміні Кломниці Ченстоховського повіту Сілезького воєводства.
Населення — 173 особи (2011).
У 1975-1998 роках село належало до Ченстоховського воєводства.

## Демографія
Демографічна структура станом на 31 березня 2011 року:
|          | Загалом | Допрацездатний вік | Працездатний вік | Постпрацездатний вік |
| -------- | ------- | ------------------ | ---------------- | -------------------- |
| Чоловіки | 90      | 10                 | 64               | 16                   |
| Жінки    | 83      | 16                 | 44               | 23                   |
| Разом    | 173     | 26                 | 108              | 39                   |